# Дандін
Дандін (दण्डी Daṇḍin, кінець VII століття) — давньоіндійський письменник і теоретик поезії.
Дандін створив трактат «Зерцало поетичної майстерності» (काव्यादर्श, Kāvyādarśa), в якому були викладені його теоретичні погляди на поезію.
У поетичному творі Дандін розрізняє «тіло» і «прикраси»: «тіло» — це сенс художнього твору, виражений послідовністю слів. «Прикраси», які становлять сутність поетичної майстерності, охоплюють всю сукупність образотворчих засобів — як образних, так і словесних (тропи та стилістичні фігури), і звукових (різні форми алітерації).